# Tekovský Hrádok
Tekovský Hrádok este o comună slovacă, aflată în districtul Levice din regiunea Nitra. Localitatea se află la altitudinea de 154 m deasupra n.m., se întinde pe o suprafață de 7,32 km2 și în 2017 număra 349 de locuitori.

## Istoric
Localitatea Tekovský Hrádok este atestată documentar din 1232.

## Demografie
| An:                | 1994 | 2004   | 2014   | 2024   |
| ------------------ | ---- | ------ | ------ | ------ |
| Număr de persoane: | 307  | 327    | 355    | 370    |
| Diferență:         |      | +6,51% | +8,56% | +4,22% |

| An:                | 2023 | 2024   |
| ------------------ | ---- | ------ |
| Număr de persoane: | 371  | 370    |
| Diferență:         |      | −0,26% |